# 코르두시오역
코르두시오역(이탈리아어: Cordusio)은 밀라노 지하철 1호선의 역이다. 1964년 11월 1일 1호선의 '세스토 마렐리' - '로토' 구간이 처음으로 개통하면서 문을 열었다.
코르두시오 역은 밀라노 중심부에 있는 산 바빌라 광장에 있으며, 지하에 위치한 역이다.
코르두시오 역은 밀라노 중심부의 번잡한 상업 지역인 코르두시오 광장에서 찾을 수 있다. 역 근처에는 두오모 광장과 스포르체스코 성까지 연결되는 단테 로가 있다.
역이 자리한 광장의 이름은 '쿠리아 두치스' (Curia Ducis →'군주의 법원')에서 이름을 따왔다. 이 이름의 기원은 랑고바르드 시대까지 거슬러 올라간다.

## 시설
이 역에는 다음과 같은 시설이 있다.
- 장애인 승객을 위한 접근 시설
- 에스컬레이터
- 승차권 자동판매기
- 역 감시카메라

## 갤러리

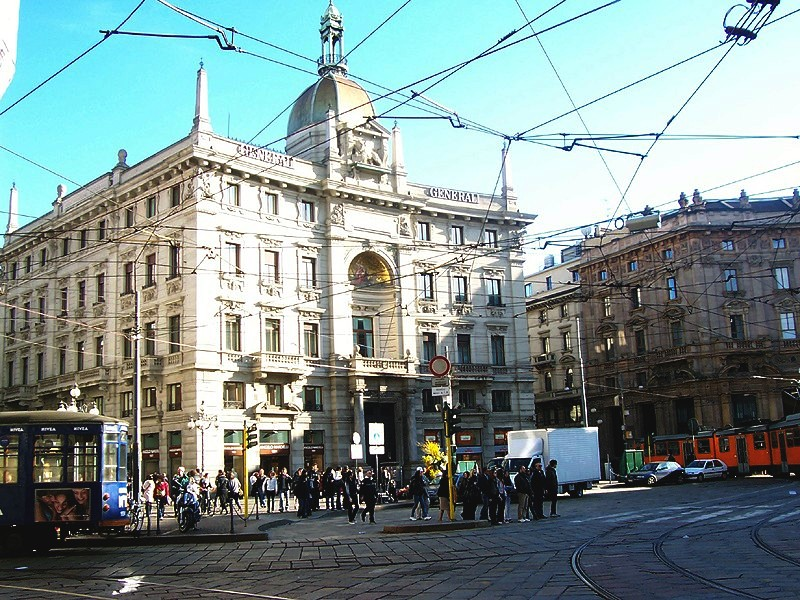
코르두시오 역이 위치한 코르두시오 광장
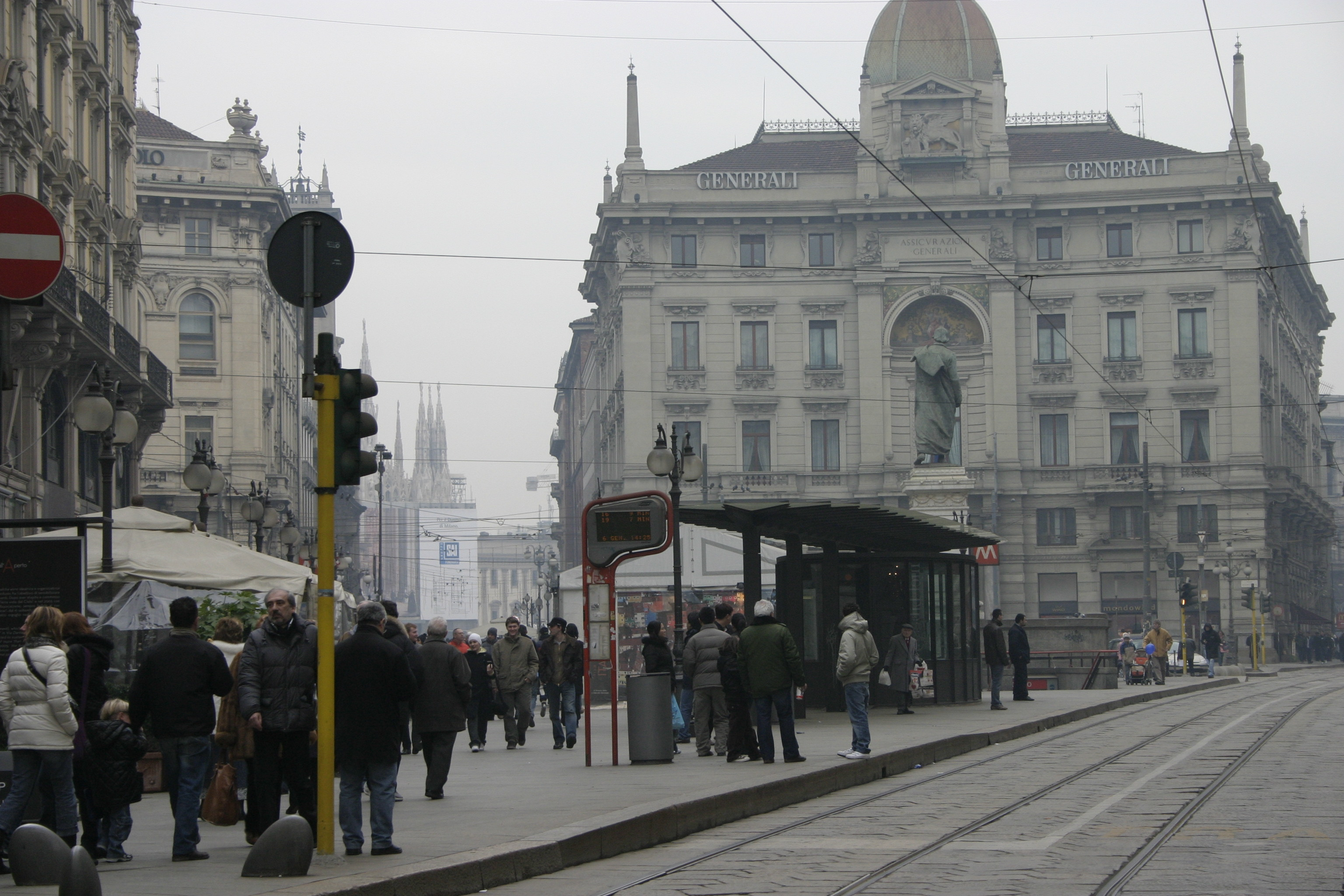
지하철 역 입구 옆에 북행 트램이 단테 로에 정차해 있다. 그 뒤로 보이는 건물은 아시쿠라초니 제네랄리 빌딩이다.